# Lituanie aux Jeux olympiques d'hiver de 2010
Cet article contient des informations sur la participation et les résultats de la Lituanie aux Jeux olympiques d'hiver de 2010  à Vancouver au Canada.

## Cérémonies d'ouverture et de clôture

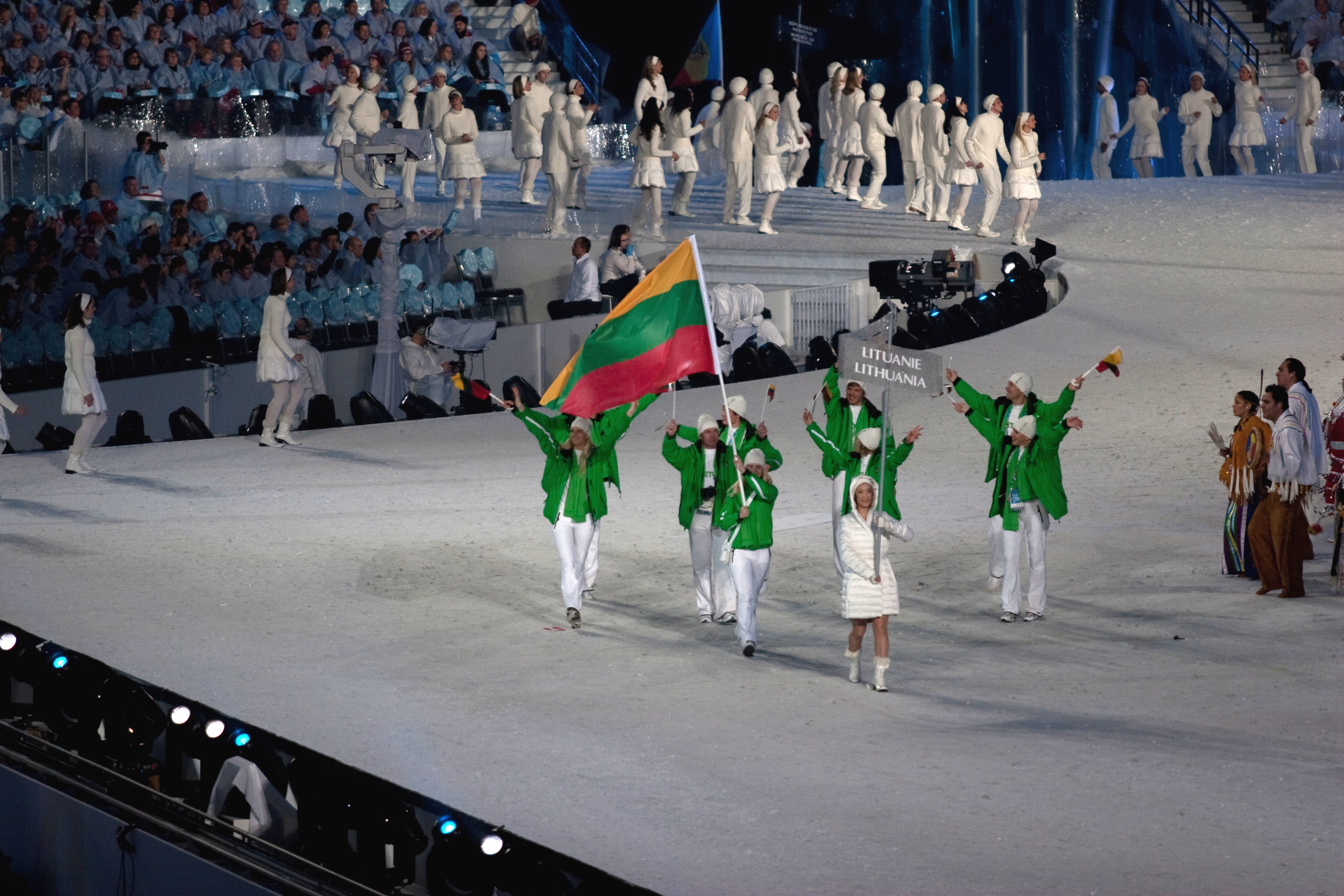
Entrée de la délégation lituanienne lors de la cérémonie d'ouverture.

Comme cela est de coutume, la Grèce, berceau des Jeux olympiques, ouvre le défilé des nations, tandis que le Canada, en tant que pays organisateur, ferme la marche. Les autres pays défilent par ordre alphabétique. La Lituanie est la cinquantième des 82 délégations à entrer dans le BC Place Stadium de Vancouver au cours du défilé des nations durant la cérémonie d'ouverture, après le Liechtenstein et avant le Maroc. Cette cérémonie est dédiée au lugeur géorgien Nodar Kumaritashvili, mort la veille après une sortie de piste durant un entraînement. Le porte-drapeau du pays est la fondeuse Irina Terentjeva.
Lors de la cérémonie de clôture qui se déroule également au BC Place Stadium, les porte-drapeaux des différentes délégations entrent ensemble dans le stade olympique et forment un cercle autour du chaudron abritant la flamme olympique. Le drapeau lituanien est alors porté par Mantas Strolia, un autre fondeur.

## Engagés par sport

### Biathlon
Femmes
- Diana Rasimoviciute

### Ski alpin
Hommes
- Vitalij Rumiancev

### Ski de fond
Hommes
- Aleksei Novoselski
- Mantas Strolia
- Modestas Vaiciulis

Femmes
- Irina Terentjeva

## Diffusion des Jeux en Lituanie
Les Lituaniens peuvent suivre les épreuves olympiques en regardant les chaînes LTV et LTV2 du groupe audiovisuel public Lietuvos nacionalinis radijas ir televizija (LRT), ainsi que sur le câble et le satellite sur Eurosport. Eurosport et Eurovision permettent d'assurer la couverture médiatique lituanienne sur Internet.